# Xã Iowa, Quận Dubuque, Iowa
Xã Iowa (tiếng Anh: Iowa Township) là một xã thuộc quận Dubuque, tiểu bang Iowa, Hoa Kỳ. Năm 2010, dân số của xã này là 505 người.